# Rosenkranzdoublet
Het Rosenkranzdoublet en -redoublet zijn biedconventies in het kaartspel bridge.
Wanneer men Rosenkranzdoublet en redoublet speelt is de afspraak dat in geval van een volgbod op een opening en een bod door de partner van de openaar een doublet door de vierde speler steun in de kleur van volgbieder aangeeft en het bezit van Aas, Heer of Vrouw in die kleur. 
In geval van een negatief doublet door de partner van de openaar na het volgbod betekent een  redoublet (Rosenkranz redoublet) steun met een tophonneur in die kleur. Een verhoging in de kleur van het volgbod ontkent dan dus het bezit van een top honneur. Steun in de kleur betekent volgens George Rosenkranz altijd minstens een driekaart.